# Sugár Róbert
Sugár Róbert (Budapest, 1950. május 12. –) televíziós gyártási munkatárs, műsor- és reklámszerkesztő, író.

## Élete
Felmenői közül szinte valamennyien kereskedők. Szülei: Sugár Ervin és Friedfeld Berta. Gyerekként színésznek készült. Mechanikai műszerésznek tanult, ám inaséveit abbahagyta és  17 évesen inkább elment segédszínésznek Kecskemétre, Radó Vilmos legendás  társulatához, ahol nem járt sok sikerrel, legfeljebb tapasztalatot gyűjtött, hogy mit nem szabad majdan csinálnia. Kereste helyét a polgári életben, ezalatt több cégnél dolgozott, de a művészvilágtól sem szakadt el teljesen.
Konferansziéként sikeres előadóművészi vizsgát tett az Országos Filharmóniánál, majd táncdal- és nótaénekesekkel, a könnyű műfaj néhány korabeli nagyságával járta főleg a vidéket, és alkalmanként a környező országok magyarlakta területeit. Ám jelenlétét – a  művészet ezen fokán – nem  tekintette életcélnak. Késve, kacskaringós úton, munka mellett pótolta hiányzó iskoláit. Magánúton érettségizett 1970-ben, majd 1974-ben a kereskedelmi szakközépiskolai érettségit is megszerezte, és eközben a reklámszakmába is belekóstolt. Felsőfokú szakmai képesítést a Kereskedelmi és Vendéglátóipari Főiskolán szerzett 1978-ban. Ám polgári foglalkozását nem szívesen gyakorolja, jobban érdekli a média világa.
Külső munkatársként, alkalmanként dolgozott napi-, heti- és havilapoknak, továbbá a Magyar Rádiónak is. 1978-tól a Magyar Televízió munkatársa. Kezdetben az Irodalmi és Drámai Főosztályon dolgozott, tévéjátékok felvételvezetőjeként. Ekkor – a házi tanfolyamon – televíziós gyártásvezető képesítést is szerzett. Később egy-egy tévé produkció ötletadója, forgatókönyvírója, szerkesztője, és néha rendezője is. A nyolcvanas évek közepétől a Lapkiadó Vállalat munkatársa, majd a Magyar Cirkusz és Varieté osztályvezetője, a műfaj és a cég reklámfőnöke, egyben szóvivője. 1988-tól az Ifjúsági Lap és Könyvkiadó Vállalat egyik szerkesztőségét vezette. Itt és ekkor született későbbi önálló vállalkozásának, a Telerádió Reklámszerkesztőség ötlete is, mely később – másfél évtizeden át – a közszolgálati, valamint a kereskedelmi rádió- és tévécsatornák egyik meghatározó reklámügynöksége lett.
Személye kötődik a korszak egyik legkedveltebb komikusához, Salamon Bélához, első riportját vele készítette, még kisiskolásként, mely aztán a színész utolsó hangfelvétele lett. 20 évvel később, már a Magyar Televízióban a róla készült emlékműsort szerkesztette és rendezte. És szerkesztőként ugyancsak ő dolgozott utoljára – már halálos betegen csalta képernyőre – a magyar kabaré másik nagy komikusát, Kazal Lászlót is. Továbbá életútja összefonódik a hazai operett-színjátszás egyik legendás alakjával, Rátonyi Róberttel, róla a televízióban portréfilmet készített és könyvet is írt. A színész egykori lakhelyén az emléktábláját is ő avatta fel.
Alkalmanként ismert művészekről szórakoztató könyveket írt, közülük egy-két kötete a tengerentúlra, Amerikába, Kanadába, Izraelbe és Ausztrália magyar lakta területeire is eljutott. Olykor szerzőként, íróként, dalszövegíróként, színházaknak is dolgozik.

## Televíziós munkái
- Németh László: A két Bolyai (felvételvezető)
- Szakonyi Károly: Adáshiba (felvételvezető)
- Vastaps (forgatókönyvíró–szerkesztő)
- Örkény István: Kulcskeresők (felvételvezető)
- Nekem a Balaton a Riviéra (forgatókönyvíró)
- Bartha L: Szerelem (felvételvezető)
- Firkász Frici, a nagy hírlapíró (forgatókönyvíró)
- Corneille: CID (felvételvezető)
- Indul a bakterház (felvételvezető)
- Foglalkozása: Rátonyi Róbert (szerkesztő–rendező)
- Osztrovszkij: Hogyan csináljunk karriert? (felvételvezető)
- Akiről nem készült portréfilm – Salamon Béla (szerkesztő–rendező)
- Gálvölgyi Show – egyes epizódjaiban (író)
- Önjelölt – Vitray Tamás szórakoztató műsora (ötletadó–szerkesztő)
- Sas kabarék – egyes epizódjaiban (író)

## Színházi munkái
- Jóból is megárt a kevés – Thália Színház (író)
- Le vagytok szavazva – Mikroszkóp Színpad (író)
- Közkívánatomra – Mikroszkóp Színpad (író)
- Lehó, a csúcs! – Budapesti Operettszínház (dalszövegíró)
- TárSasjáték – Mikroszkóp Színpad (író)
- Sasfészek kabaré – Mikroszkóp a Fészekben (író)

## Könyvei
- Ugye, hogy nem felejtesz el? (Fényes Szabolcs, 1987)
- Életrajz két felvonásban (Körmendi János, 1987)
- Volt egyszer egy Rátonyi (1993)
- Édes történetek. Cukorbetegek is olvashatják; Telerádió Kft., Budapest, 2005
- Míg el nem felejtem; MyBook–szerzői, Budapest–Piliscsaba, 2021

## Reklámszerkesztői és -kampány munkái (rádióban és televízióban)
Volánbusz, Express Utazási Iroda, Express Újság, Burda, Triton, Suzuki Top, Takarékbank, Egis, Egal, Biogal, Orion, Chinoin, Fővárosi Nagycirkusz, ÁFÉSZ, Hungarocamion Rt., Herbária, Konzumex, Schwarzkopf, Schering gyógyszergyár és még tucatnyi.